# Cornelius Warmerdam

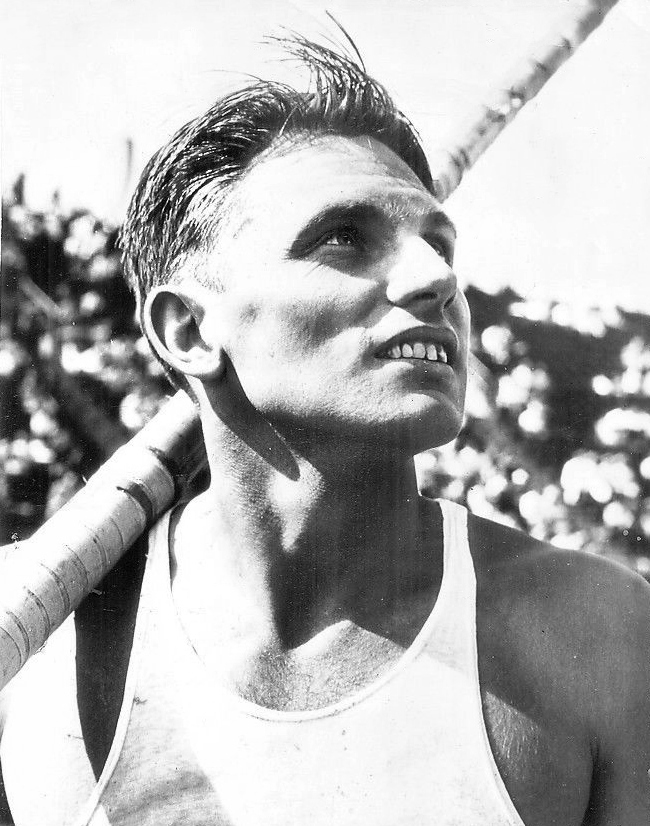
Cornelius Warmerdam (1942)

Cornelius Anthony „Dutch“ Warmerdam (* 22. Juni 1915 in Long Beach, Kalifornien; † 13. November 2001 in Fresno) war ein US-amerikanischer Stabhochspringer, der in den Jahren des Zweiten Weltkriegs erfolgreich war. Der Spitzname „Dutch“ bezieht sich auf seine Herkunft: Seine Eltern waren niederländische Einwanderer.
Warmerdam stellte insgesamt sieben Weltrekorde auf.

## Überlegenheit
Der Olympiasieger der Jahre 1940 und 1944 hätte nur Cornelius Warmerdam heißen können – wenn diese Spiele nicht wegen der Kriegsereignisse ausgefallen wären. So bleibt diesem Ausnahme-Athleten „nur“ der Ruhm, sieben Stabhochsprung-Weltrekorde aufgestellt zu haben, von denen der letzte fünfzehn Jahre lang Bestand hatte. Warmerdam war der Erste, der mit seinem Bambusstab die lange Zeit für unbezwingbar gehaltene Höhe von 15 Fuß (4,57 m) meisterte, und er sprang diese Höhe noch 43 weitere Male, bevor irgendein anderer Springer sie auch nur ein einziges Mal schaffte. Er übersprang sie sogar noch in seinem letzten Wettkampf, den US-Meisterschaften im Jahr 1944. Zwischen 1937 (erstmaliger Gewinn der US-Meisterschaft) und 1944 (Karriereende) musste er nur zwei Niederlagen hinnehmen: 1939 bei der US-Meisterschaft und 1938 in Dresden. Die Niederlage in Dresden ging weltweit durch die Presse, da sie mit einem Kuriosum verbunden war: In Erwartung des sicheren Sieges von Warmerdam war eigens für ihn ein wertvoller Ehrenpreis gestiftet worden. Er nahm den Wettkampf bei 4,00 m auf und riss diese Höhe dreimal. Da zuvor jedoch der Breslauer Wolfgang Hartmann (der Zweite der Deutschen Meisterschaften 1938) 3,80 m gemeistert hatte, ging der Warmerdam zugedachte Ehrenpreis an den Deutschen.

## Leben
Cornelius Warmerdam wuchs im kalifornischen Kings County auf, wo er die Grundschule in Hardwick besuchte. Er begann mit dem Stabhochspringen im Alter von 12 Jahren. Als Sprungstab diente ein abgebrochener Baumast, als „Landekissen“ ein aufgeworfener Sandhügel. Bei seinem ersten Wettkampf, den er 1932 als Schüler der Hanford High School bestritt, wurde er zusammen mit einigen anderen Dritter. Später startete er für die „Bulldogs“ des State College in Fresno, wo eine Bestleistung von 14’ 1 ¾’’ für ihn verzeichnet wird, und wechselte schließlich zum Olympic Club in San Francisco. In den folgenden Jahren gewann er neun Mal die US-Meisterschaft (7 Freiluft- und 2 Hallentitel).
Zwischen 1940 und 1942 gelangen ihm sieben Weltrekorde.
Am 13. April 1940 übersprang er in Berkeley als erster Mensch die 15-Fuß-Grenze (15 Fuß entsprechen 4,572 m). Dies bedeutete eine Verbesserung des von Earle Meadows am 29. Mai 1937 in Los Angeles aufgestellten Weltrekords von 4,54 m um 3 Zentimeter. Er meisterte die Höhe im zweiten Versuch. Insgesamt absolvierte er in diesem Wettkampf elf Sprünge: 3,81 m (1), 3,96 m (1), 4,11 m (1), 4,19 m (1), 4,26 m (1), 4,32 m (1), 4,39 m (2), 4,48 m (1) und 4,57 m (2).
In den beiden darauffolgenden Jahren schraubte er seine Bestmarke noch um insgesamt 20 Zentimeter in die Höhe. Am 23. Mai 1942 in Modesto erzielte er mit 15’ 7 ¾’’ (4,77 m) seinen letzten Weltrekord, der erst 15 Jahre später von seinem Landsmann Bob Gutowski gebrochen wurde – mit einem Stahlstab.
Die am 20. März 1943 in Chicago von ihm aufgestellte Hallen-Bestleistung von 15’ 8 ½’’ (4,78 m) hatte 16 Jahre Bestand.
Cornelius Warmerdam erfreute sich einer überaus großen Beliebtheit. Seine Fans schlossen sich zu Clubs mit der Bezeichnung „Admirers of Warmerdam“ (Bewunderer von W.) zusammen und bekundeten ihre Sympathie durch gewohnheitsmäßiges Erstürmen von Sprunganlagen, wo sie nach jedem gelungenen Rekordversuch ihres Idols vor den Augen der fassungslosen Kampfrichter die Sprunglatte zerschlugen und die Stücke als Andenken mitnahmen.
Warmerdam selbst bedauerte sehr, dass er bedingt durch äußere Umstände nie die Chance hatte, Olympiasieger zu werden. 1944/45 diente er bei der Navy. Nach Kriegsende wurde er Trainer an der Universität Fresno. Damit galt er als „Profi“ und hätte daher an den Spielen 1948 in London ohnehin nicht mehr teilnehmen können.
Er prägte den Satz „Stabhochspringer werden nicht geboren, sie werden gemacht.“
Cornelius Warmerdam starb 86-jährig an der Alzheimer-Krankheit. Er hinterließ fünf Kinder.

## Auszeichnungen
- 1942: Warmerdam wird als bester US-amerikanischer Amateursportler mit dem Sullivan Award ausgezeichnet.
- 1955 Warmerdam wird im Rahmen einer UPI-Umfrage zum „größten Freiluft-Athleten aller Zeiten“ (Greatest field athlete of all time) gekürt. Er reagierte darauf mit den Worten: „Well, maybe in my era“ (Nun ja, vielleicht war ich das in meiner aktiven Zeit).
- 1976: Die Universität in Fresno errichtet eine nach ihm benannte Sportanlage („Warmerdam Field“).
- 2000: Bei den Wahlen zum „Amerikanischen Stabhochspringer des Jahrhunderts“ im Sparks Convention Center in Reno unter Beteiligung von mehr als eintausend Stabhochspringern und Trainern wird dieser Ehrentitel in vier Kategorien vergeben: Glasfiberstab (Bob Seagren), Stahlstab (Bob Richards), Bambus und Offene Kategorie. Cornelius Warmerdam wird der Titel in den beiden letzteren Kategorien zuerkannt.
- 2014: Aufnahme in die IAAF Hall of Fame

## Weltrekorde Freiluft
- 4,57 m (13. April 1940 in Berkeley)
- 4,60 m (29. Juni 1940 in Fresno)
- 4,64 m (12. April 1941 in Stanford)
- 4,68 m (6. Juni 1941 in Compton)
- 4,72 m (6. Juni 1941 in Compton)
- 4,74 m (2. Mai 1942 in Berkeley)
- 4,77 m (23. Mai 1942 in Modesto)

## Weltrekorde Halle
- 4,42 m (11. Februar 1939 in Boston)
- 4,485 m (7. Februar 1942 in New York)
- 4,58 m (7. Februar 1942 in New York)
- 4,62 m (14. Februar 1942 in Boston)
- 4,755 m (14. Februar 1942 in Boston)
- 4,79 m (20. März 1943 in Chicago; erst 1959 von Don Bragg auf 4,81 m verbessert)

## Leistungsentwicklung
| Jahr     | 1929 | 1930 | 1931 | 1932 | 1934 | 1935 | 1936 | 1937 | 1938 | 1939 | 1940    | 1941    | 1942    | 1943     | 1952 |
| Höhe (m) | 2,74 | 3,05 | 3,32 | 3,73 | 3,96 | 4,19 | 4,26 | 4,46 | 4,46 | 4,37 | 4,60 WR | 4,72 WR | 4,77 WR | 4,79 HWR | 4,37 |